# Maxime Maufra
Maxime Émile Louis Maufra, född den 17 maj 1861 i Nantes, död den 27 maj 1918, var en fransk målare. 

## Biografi
Maufra påverkades till en början i England av Gainsborough, Turner och Constable och målade strandmotiv och fiskarliv från norra Frankrike. På 1890-talet rönte han intryck av Gauguin och målade sedan i förenklad teknik och kraftig kolorit mest motiv från Skottland och Dauphiné. Maufra utförde även kraftiga raderingar. Han är representerad i Luxembourgmuseet med flera franska gallerier.

## Galleri

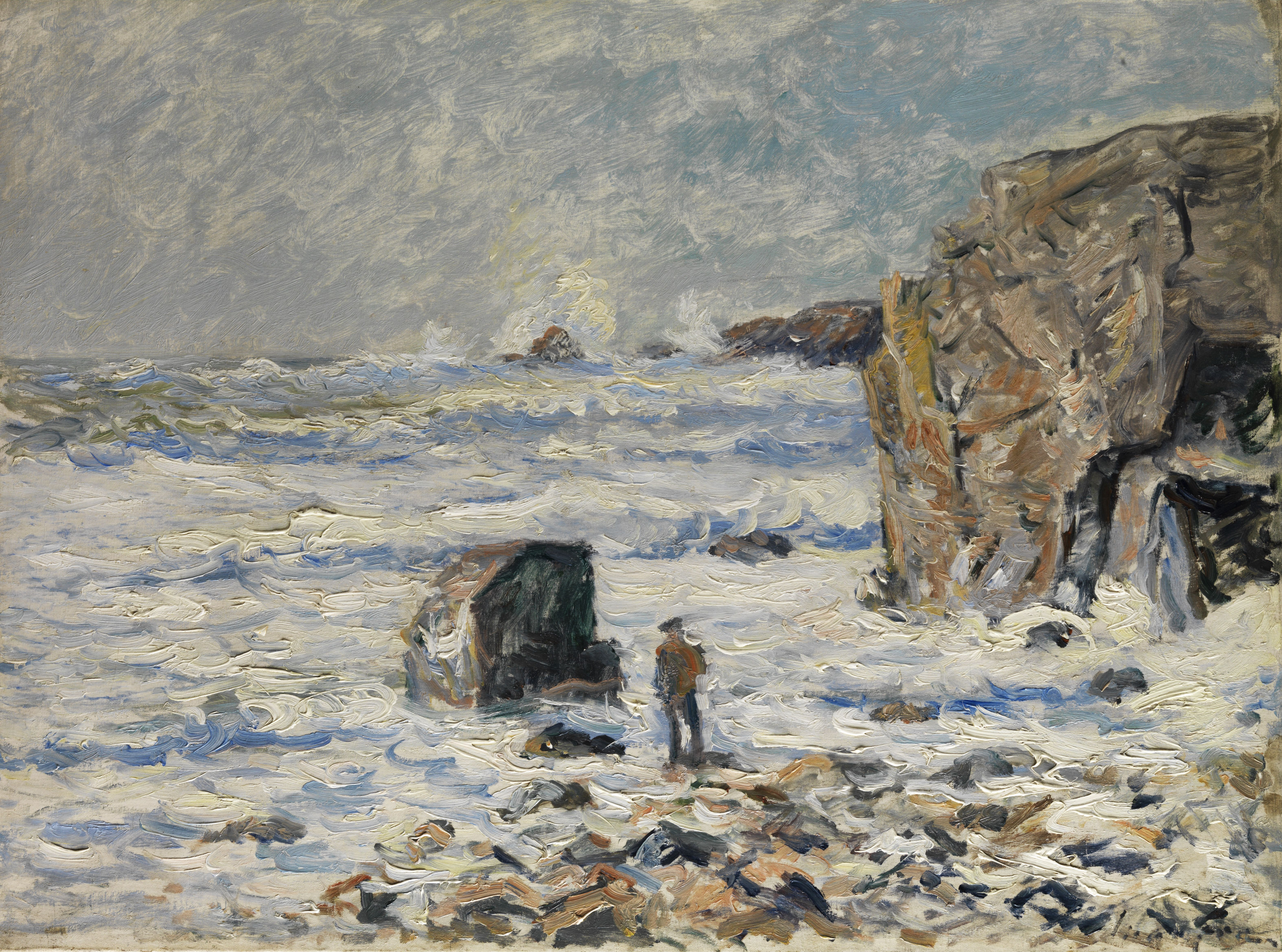
Inconnu sur la côte bretonne (1900-talet)
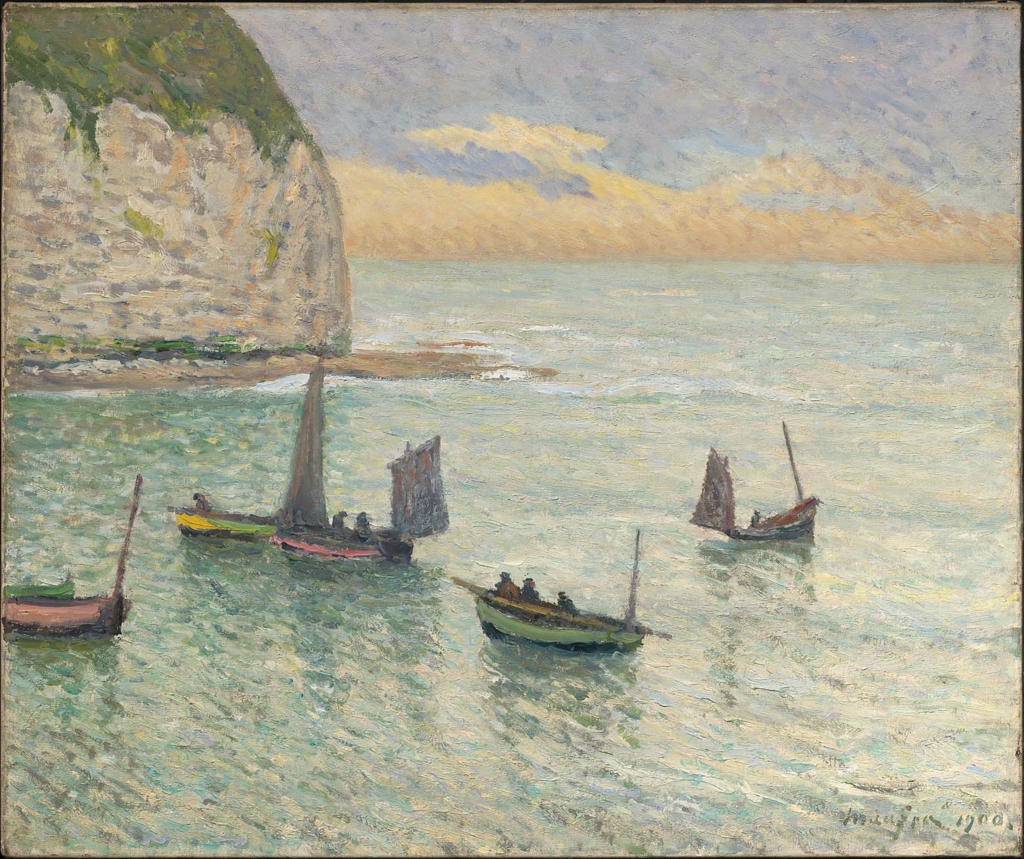
Departure of Fishing Boats, Yport (1900)
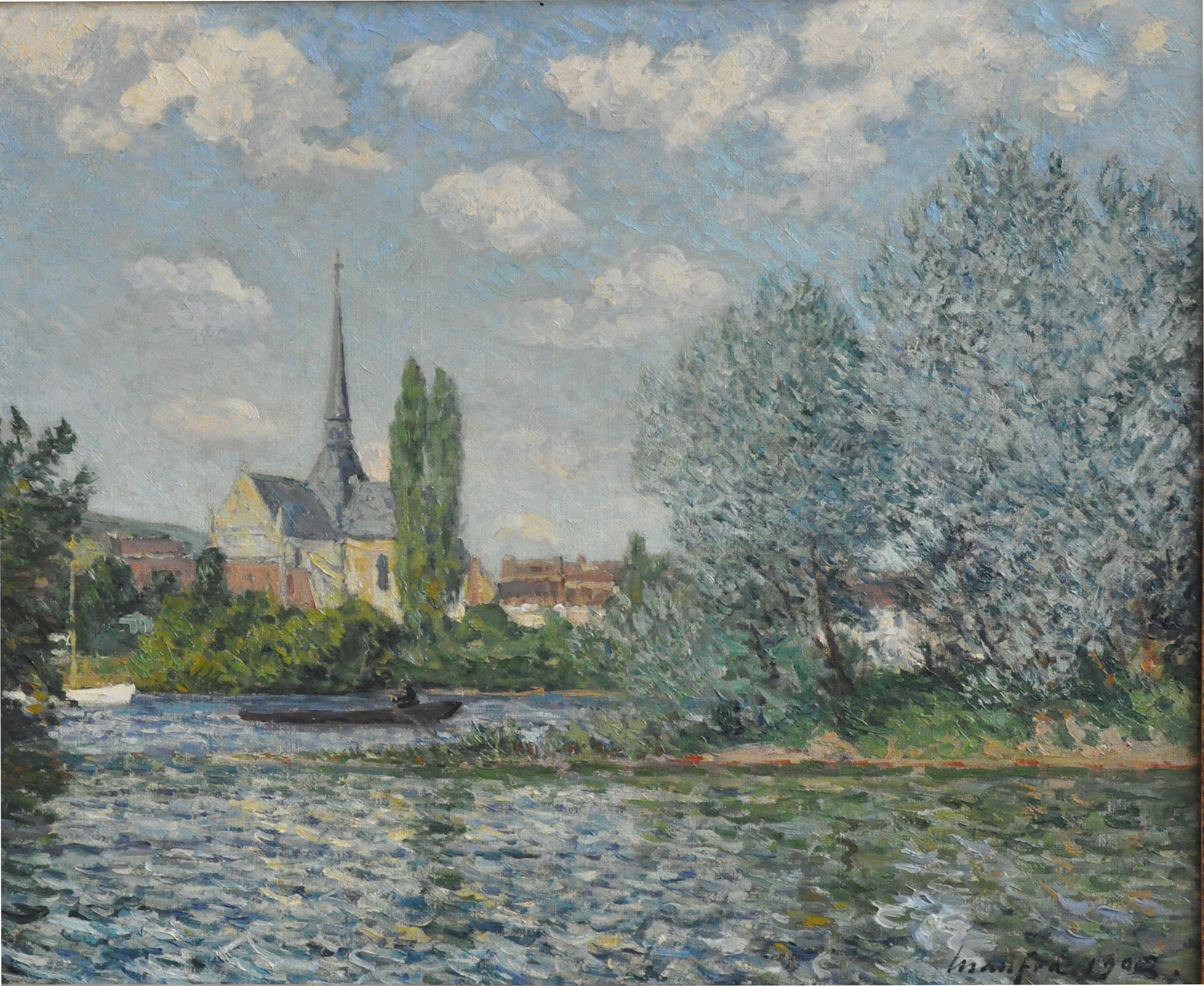
L'église du Petit-Andelys (1902)
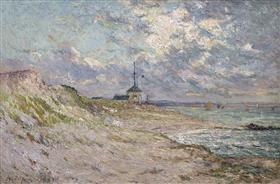
Semaphore of the beg meil, Brittany (1904)
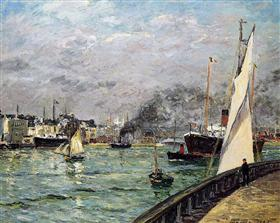
Departure of a cargo ship (1905)